# The Ambassadors
The Ambassadors (em português, Os embaixadores) é um romance de Henry James, publicado originalmente como série na North American Review em 1903. Esta comédia sombria, uma das obras-primas do perído final de James, segue a viagem do protagonista Lewis Lambert Strether à Europa, em busca de Chad, o filho rebelde de sua noiva enviuvada; ele deve trazer o jovem de volta aos negócios da família, mas ele encontra complicações inesperadas. A narrativa em terceira pessoa é contada exclusivamente sob a perspectiva de Strether. O romance já foi adaptado para filme

## Enredo
Lambert Strether, um homem de meia idade, mas ainda assim um tanto inexperiente, vindo de Woollett, Massachusetts, concorda em assumir uma missão para sua rica noiva: ir a Paris e resgatar seu filho, Chad Newsome, das garras de uma suposta mulher má. Em sua jornada, Strether para na Inglaterra, e lá encontra Maria Gostrey, uma americana que viveu em Paris por anos. Sua inteligência cínica e opiniões mundanas começa a abalar a visão preconcebida de Strether sobre a situação.
Em Paris, Strether encontra Chad, e se impressiona com a grande sofisticação que Chad parece ter alcançado durante sua estada na Europa. Chad o leva a um festa no jardim, onde Strether encontra Marie de Vionnet, uma mulher amável de maneirs impecáveis, separada de seu marido sabidamente desagradáve, e Jeanne, sua elegante filha. Strether se confunde se Chad está mais atraído pela mãe ou pela filha. Ao mesmo tempo, o próprio Strether sente-se profundamente atraído por Marie, ao que, suspeita ele, ela rorrespoderia; e então começa a questionar seu comprometimento de voltar à Woollett para se casar com a mãe de Chad, apesar de sua admiração por ela.
Todas estas impressões da cultura parisiense levam Strether a confiar a Little (pequeno, em português) Bilham, um amigo de Chad, que provalemnte perdeu o que a vida podia oferecer de melhor. Ele começa a se deleitar com a doçura de Paris, e impede Chad de retornar à América. O companheiro de Strether, Waymarsh, oferece um contraponto temático, recusando a ser seduzido pelos charmes da Europa. Enquanto isso, a sra. Newsome, a noiva de Strether e mãe de Chad, esperando impacientemente nos Estados Unidos, alista novos "embaixadores" para voltar com Chad. O mais importante deles, Sarah Pocock, irmã de Chad, não tem a mesma impressão de Marie: condena-a como indecente e exige que seu irmão volte aos negócios da família imediatamente.
Para escapar de seus problemas, Strether faz uma viagem breve pelo interior da França, e acidentalmente encontra Chad e Marie numa estalagem rural. Ele então compreende a total extensão do romance dos dois. Depois de retornar a Paris, ele aconselha Chad a não deixar Marie, mas sente-se desconfortável na Europa. Após recusar uma proposta de casamento de Maria Gostrey, volta para os Estados Unidos.

## Personagens
- Lewis Lambert Strether - herói
- Madame de Vionnet - amiga de Chad Newsome
- Chad Newsome - amigo de Lambert filho de Mrs Newsom